# Nick Mullens
Pour les articles homonymes, voir Mullens.
(en) Statistiques sur pro-football-reference
Nicholas Clayton « Nick » Mullens, né le 21 mars 1995 à Hoover en Alabama, est un sportif professionnel américain de football américain jouant au poste de quarterback dans la National Football League (NFL) depuis la saison 2017 et pour la franchise des Jaguars de Jacksonville depuis 2025.

## Biographie

### Carrière universitaire
Mullens étudie quatre ans à l'université du Sud du Mississippi où il joue au poste de quarterback pour leur équipe des Golden Eagles, programme où Brett Favre a lui aussi effectué sa carrière universitaire. Mullens y établit plusieurs records dont ceux du plus grand nombre de yards gagnés à la passe (11 994 yards) et du plus grand nombre de touchdowns inscrits à la passe (87 touchdowns). Néanmoins, il n'est pas sélectionné lors de la draft 2017 de la NFL.

### Carrière professionnelle

#### 49ers de San Francisco
Mullens signe avec la franchise NFL des 49ers de San Francisco en 2017 où il est versé dans l'équipe d'entraînement, l'effectif principal comptant déjà trois quarterbacks avec Brian Hoyer, Matt Barkley et C. J. Beathard. En 2018, il rejoint l'effectif principal à la suite de la blessure de Jimmy Garoppolo.
Le 1er novembre 2018, Mullens est désigné titulaire pour le match des 49ers de San Francisco contre les Raiders d'Oakland, à la suite d'une blessure de C. J. Beathard qui remplaçait Garoppolo. Il fait ses débuts professionnels en réussissant 16 de ses 22 passes tentées pour un total de 262 yards, inscrivant 3 touchdowns sans interception, et remportant le match 34 à 3. Son évaluation de 151,9 est la plus élevée depuis 1970 pour un quarterback ayant tenté au moins 20 passes lors d'un premier match dans la NFL. Mullens est également le premier joueur de l'histoire des 49ers à inscrire trois touchdowns lors de son premier match. Après cet excellent match, il est félicité par Brett Favre.

#### Eagles de Philadelphie
Le 14 juin 2021, Mullens signe un contrat d'un an avec les Eagles de Philadelphie mais ils le libèrent le 28 août 2021.

#### Browns de Cleveland
Mullens est engagé par les Browns de Cleveland le 1er septembre 2021 pour yintégrer leur équipe d'entraînement.

#### Raiders de Las Vegas
Mullens signe avec les Raiders de Las Vegas le 4 avril 2022 mais le 22 août 2022 il est échangé aux Vikings du Minnesota contre un choix conditionnel de 7e tour de la draft 2024.

#### Jaguars de Jacksonville
Le 12 mars 2025, Mullens signe avec les Jaguars de Jacksonville.

## Statistiques
| Année              | Équipe                 | MJ |         | Passes   | Passes | Passes | Passes | Passes | Passes | Passes  |       | Courses | Courses | Courses | Courses |
| Année              | Équipe                 | MJ | Tentées | Réussies | Pct.   | Yards  | TD     | Int.   | Éval.  | Tentées | Yards | Moy.    | TD      |         |         |
| 2018               | 49ers de San Francisco | 8  | 274     | 176      | 064,2  | 2 277  | 13     | 10     | 090,8  | 18      | -16   | -0,9    | 0       |         |         |
| 2019               | 49ers de San Francisco | 1  | -       | -        | -      | -      | -      | -      | -      | 03      | -03   | - 1     | 0       |         |         |
| 2020               | 49ers de San Francisco | 10 | 326     | 211      | 064,7  | 2 437  | 12     | 12     | 084,1  | 09      | 08    | 0,9     | 0       |         |         |
| 2021               | Browns de Cleveland    | 1  | 030     | 020      | 066,7  | 0 147  | 01     | 0      | 089,2  | 0       | 0     | 0,0     | 0       |         |         |
| 2022               | Vikings du Minnesota   | 4  | 025     | 021      | 084,0  | 0 224  | 01     | 01     | 100,7  | 04      | 08    | 2,0     | 0       |         |         |
| 2023               | Vikings du Minnesota   | 5  | 148     | 100      | 067,6  | 1 306  | 07     | 08     | 088,4  | 10      | 25    | 2,5     | 0       |         |         |
| 2024               | Vikings du Minnesota   | 4  | 02      | 02       | 100,0  | 0 38   | 0      | 0      | 118 ,7 | 03      | - 2   | -0,7    | 0       |         |         |
| Totaux en carrière | Totaux en carrière     | 33 | 805     | 530      | 65,8   | 6 429  | 34     | 31     | 88,3   | 47      | 20    | 0,4     | 0       |         |         |